# Noel Gallagher's High Flying Birds
Noel Gallagher's High Flying Birds é uma banda inglesa de rock formada em 2010, sob a identificação do ex-vocalista, guitarrista e principal compositor da banda britânica Oasis.
A banda é formada por Noel Gallagher (vocal e guitarra), Gem Archer (guitarra), Mike Rowe (piano), Chris Sharrock (bateria) e Russel Pritchard (baixo). A banda também teve uma variedade de convidados contribuindo em turnês e com os materiais gravados em estúdio, como Crouch End Festival Chorus (CEFC), The Future Sound of London (FSOL), Johnny Marr e Paul Weller.
Desde sua saída do Oasis em agosto de 2009, muitos especularam que Noel poderia gravar um álbum solo. Em julho de 2011, o músico deu uma entrevista coletiva para confirmar a notícia, negando rumores de que seu irmão Liam tinha ouvido as canções incluídas no novo material. Mais tarde naquele ano, Noel lançou seu primeiro álbum de estúdio sob o mesmo nome do grupo. O segundo álbum, Chasing Yesterday (2015), foi lançado. O terceiro álbum, Who Built the Moon?, foi lançado em 2017. E o quarto álbum, Council Skies, foi lançado em 2023.
Noel afirmou em entrevista a um programa britânico que a inspiração para o nome da banda vinha de duas fontes: a ideia de prefixar o nome com "Noel Gallagher's" foi formada enquanto ouvia o álbum Peter Green's Fleetwood Mac (1968), enquanto que o nome restante advém da canção "High Flying Bird" (1963), gravada por Jefferson Airplane.

## Discografia
Álbuns de estúdio
- Noel Gallagher's High Flying Birds (2011)
- Chasing Yesterday (2015)
- Who Built the Moon? (2017)
- Council Skies (2023)

## Membros
- Noel Gallagher (2009–presente) – vocal  ·  guitarra solo e rítmica
- Mike Rowe (2009–presente) – teclado
- Russell Pritchard (2009–presente) – Baixo elétrico
- Chris Sharrock  (2016–presente) – bateria
- Gem Archer (2016–presente) – guitarra solo e rítmica
- Jessica Greenfield (2017–presente) – backing vocal  ·  teclado
- Charlotte Marionneau (2017–presente) – tin whistle  ·  tesoura[5]  ·  pandeireta  ·  backing vocal
- YSEÉ (2016–presente) – backing vocal
- Jeremy Stacey (2009–2016)  – bateria
- Tim Smith (2009–2016) – guitarra solo e rítmica  ·  backing vocal